# Johann Adolf Scheibe

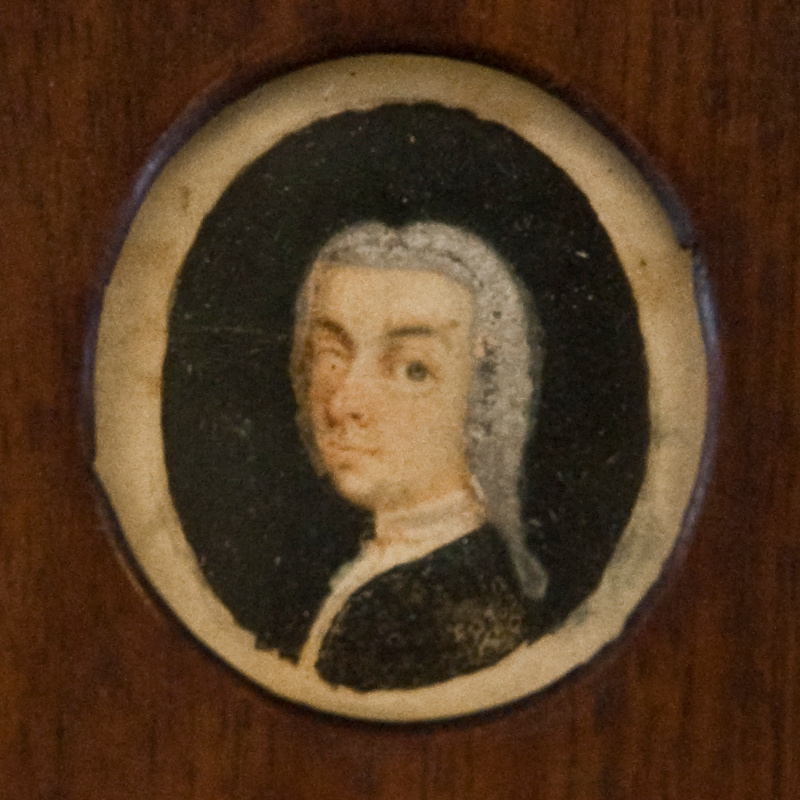
Johann Adolph Scheibe

Johann Adolf Scheibe, auch Johann Adolph Scheibe (* 5. Mai 1708 in Leipzig; † 22. April 1776 in Kopenhagen) war ein deutsch-dänischer Komponist des Barock und als Herausgeber und Autor der Zeitschrift Der Critische Musicus einer der ersten publizierenden Musikkritiker.

## Leben
Johann Adolf Scheibe wurde als Sohn des Orgelbaumeisters Johann Scheibe (um 1675–1748) in Leipzig geboren und wuchs dort auf. 1725 begann er ein Studium der Rechtswissenschaften und Philosophie an der Stadtuniversität, musste es jedoch abbrechen, als sich die finanzielle Situation der Familie stark verschlechterte. Er begann nun, sich professionell und großenteils autodidaktisch das Orgel- und Cembalospiel beizubringen. Im Jahr 1729 bewarb er sich erfolglos um den Posten des Organisten der Thomaskirche in Leipzig, wobei sich Johann Sebastian Bach als Thomaskantor, wiewohl er mit dem Vater Scheibes in freundschaftlichem Kontakt stand, für den Mitbewerber Johann Gottlieb Görner entschied. Scheibe war danach von 1730 bis 1735, weiterhin in seiner Heimatstadt, als Musiklehrer und Komponist tätig.
1736 zog er nach Hamburg um, wo es ihm schnell gelang, einflussreiche Freunde wie Mattheson und Telemann zu gewinnen. Letzteren vertrat er während seiner Abwesenheit als Musiklehrer. Von beiden ermutigt, veröffentlichte er von 1737 bis 1740 mit Der critische Musicus eine Zeitschrift, die zu Beachtung gelangte, weil sie sich mit damals wichtigen Fragen musikalischer Ästhetik befasste.
1739 wurde Scheibe auf Schloss Friedrichsruh (in Drage bei Itzehoe) als Kapellmeister des Markgrafen Friedrich Ernst von Brandenburg-Kulmbach, des damaligen Statthalters des dänischen Königs in den Herzogtümern Schleswig und Holstein, angestellt.
1740 wurde er von der Schwester des Markgrafen, der dänischen Königin Sophie Magdalene, als Kapellmeister und königlicher Hofkomponist an den pietistisch geprägten dänischen Hof unter Christian VI. auf Schloss Christiansborg
geholt. Scheibe wurde nun schnell eine der führenden Personen im musikalischen Leben der Hauptstadt, leitete das königliche Orchester, komponierte Vokal- (Passionsoratorium 1742, Musik heute verloren) und Instrumentalmusik und war die treibende Kraft in der Errichtung von Dänemarks erster musikalischer Gesellschaft, der „Det musikalske Societet“, die in den Jahren 1744 bis 1749 öffentliche Konzerte veranstaltete.
Nach dem Tod des Königs 1746 gelangte Friedrich V. auf den Thron, der eine Abkehr vom Pietismus vollzog, 1749 Det Kongelige Teater auf Kongens Nytorv in Kopenhagen eröffnete und Theater sowie Oper wieder erlaubte. Der Musikgeschmack wandte sich der italienischen Oper und französischen Singspielen zu. Scheibe war ein unerbittlicher Gegner neuer italienischer Opernmusik und wurde 1748 entlassen. Sein Nachfolger wurde Paolo Scalabrini.
Scheibe verdingte sich in Sønderborg als Musikpädagoge und Übersetzer dänischer Schriftsteller ins Deutsche. Er hielt jedoch seine Kontakte zum Kopenhagener Musikleben aufrecht, komponierte für die halböffentliche „Musikalske Selskab“ und anlässlich königlicher Feiertage gelegentlich Stücke für den Hof (die Trauerkantaten für König Friedrich V. und Königin Louisa gehören zu seinen Hauptwerken). 1749 veröffentlichte er seine Sammlung Neue Freymaurerlieder mit bequemen Melodien – 1746 war er in die Kopenhagener Loge Zorobabel aufgenommen worden.
Während dieser Zeit besuchte er Kopenhagen mehrfach, um die Aufführungen seiner Musik persönlich leiten zu können. 1762 zog er sich ganz dorthin zurück; 14 Jahre später verstarb er.

## Literarisches Werk
Scheibe übersetzte Holbergs dänisch-norwegische Werke der Aufklärung ins Deutsche, schrieb eine Biografie über ihn und brachte eine gesammelte, revidierte 2. Ausgabe seines Critischen Musicus (1745) sowie seine Abhandlung vom Ursprung und Alter der Musik (1754) und Über die musikalische Komposition (1773) heraus.

## Der Musikkritiker Scheibe über seine Zeitgenossen
Der Musikkritiker Scheibe hielt Johann Sebastian Bach und Georg Friedrich Händel für die Spitzenkomponisten der Tasteninstrumentalmusik, besonders wegen ihrer überlegen strukturierten und ornamentierten Werke. Auch als Organist, Cembalist und Klavichordspieler schätzte er Bach als unüberwindbar ein, nur Händel sei ihm vergleichbar. Bachs 1735 veröffentlichtes Italienisches Konzert (BWV 971) proklamierte er als Vorbild, das verdiene, von allen Komponisten als Lehrbeispiel für ein wohlkonstruiertes Konzert beachtet zu werden.
Bachs Kirchenkompositionen hielt Scheibe für hochkünstlerisch und elaboriert, in Ausdruck, Überzeugungskraft und Plausibilität seien ihnen die Werke von Georg Philipp Telemann und Carl Heinrich Graun jedoch deutlich überlegen. Seinerzeit würden die meisten Deutschen neben Telemann, Graun und Johann Adolph Hasse als höchstrangige Komponisten genannt haben.
Scheibe veröffentlichte 1737 eine Glosse, in der er darlegte, was ihn an Bachs Musik störte: sie sei unnatürlich, gekünstelt und sein Stil verwirrend. Weil er alle Ornamente ausschreibe, anstatt die Verzierung dem Spieler zu überlassen, überdeckten sie die Schönheit der Melodien und Harmonien. Anstatt eine Melodiestimme zu begleiten, komponiere er zu polyphon, so dass alle Stimmen gleichwertig und das Ganze zu kompliziert sei. Dadurch wirke die Musik überladen, gekünstelt und erdrückend, statt schlicht, natürlich und würdevoll zu klingen, wie Scheibe es für erstrebenswert hielt.
Diese Kritik führte zu der berühmten Replik des Rhetorik-Dozenten Johann Abraham Birnbaum (1702–1748) im Januar 1738. Wegen seiner Kritik an Bach wurde und wird Scheibe von vielen Musikwissenschaftlern, insbesondere von Bachforschern, kritisch gesehen.

## Musikalisches Werk
In seiner Autobiografie (gedruckt 1740 von Mattheson) schrieb Scheibe über sein Werk: „Von practischen Arbeiten habe ich zwar noch niemals etwas durch den Druck bekannt gemacht; es sind aber derselben eine ziemliche Menge von mir verfertiget worden. Mehr, als 150. Kirchenstücke, in einer Zeit von 6. oder 7. Jahren; mehr, als 150. Concerten für die Flöte; und mehr, als 30. für die Geige; mehr, als 60. biß 70. Sinfonien; ohne Claviersachen, oder andere Vokal- und Instrumentalarbeiten: nemlich, an Trios, Solos, italiänischen und deutschen Cantaten und dergleichen zu rechnen, sind in eben dieser Zeit von mir gesetzet worden. Hierzu kommen noch einigen starcke Serenaten und Singgedichte, die ich bey unterschiedenen Begebenheiten gemacht habe, ein Paar starcke Passions-Oratoria, und eine Oper; welche letztere aber nicht aufgeführet werden konnte: weil die Opern allhier in Hamburg eben zu der Zeit eingingen, da sie zum Vorschein kommen sollte.“
Nur wenige, kleinere seiner Kompositionen wurden gedruckt. Als Novum für Dänemark führte Scheibe 1742 in der Kirche von Schloss Christiansborg ein Passionsoratorium auf. Überhaupt neu und überwältigend waren damals Aufführungen mit großen Ensembles aus mehreren Dutzend Mitwirkenden. Mit seinen Passionskantaten prägte er das damalige Konzertleben in Dänemark. Scheibes produktivste Schaffensperiode fällt in seine Zeit auf Schloss Christiansborg, das 1794 zusammen mit der königlichen Musikbibliothek abbrannte. Inge Kristiane Brander charakterisiert Scheibes Stil als von den Stilidealen der Barockzeit ausgehend, geprägt aber von dem „Streben nach einem einfacheren und lauteren musikalischen Ausdruck, nach einer reizenden und empfindsamen Melodie“. Erst in neuerer Zeit wird Scheibes Musik (wieder)entdeckt.
Scheibe ist einer der bedeutendsten Repräsentanten aufklärerischer Musik, beeinflusst durch den französischen Klassizismus sowie die Literaten Gottsched und Wolff, und war durch die rationale Imitation der Natur sowie die Verwendung pädagogisch-moralischer Elemente in seiner Instrumentalmusik wegbereitend für den emotionalen Stil. Die Harmonie hatte sich der expressiven Melodie unterzuordnen.
Die Stücke für Flöte gehören zu den wenigen, die bereits zu seinen Lebzeiten gedruckt wurden (von Johann Ulrich Haffner zu Nürnberg, heute verschollen, Musik nur durch die Transkripte aus der Königlich-Dänischen Nationalbibliothek bekannt).

## Werke

### Instrumentalmusik

#### Konzerte
- Concerto a flauto traverso in A (1), für flauto traverso, violino I-II, viola, violoncello, ISBN 87-88215-14-8.
- Concerto a flauto traverso in A (2), für flauto traverso, violino I-II, viola, basso, ISBN 87-88215-16-4.
- Concerto a flauto dolce in B, für flauto dolce, violino I-II, viola, basso, ISBN 87-88215-18-0.
- Concerto a flauto traverso in D (1), für flauto traverso, violino I-II, viola, basso, ISBN 87-88215-20-2.
- Concerto a flauto traverso in D (2), für flauto traverso, violino I-II, viola, basso, ISBN 87-88215-22-9.
- Concerto a flauto traverso in G, für flauto traverso, violino I-II, viola, basso, ISBN 87-88215-24-5.
- Concerto a hautbois d’amour in G, für hautbois d'amour, violino I-II, basso (violoncello, cembalo), ISBN 87-88215-26-1.
- Concerto a hautbois d’amour in h, für hautbois d'amour, violino I-II, basso (violoncello, continuo), ISBN 87-88215-28-8.
- Concerto a violino in h, verschollen.
- Concerto a cembalo in a, für cembalo obligato, violino I-II, viola, basso, verschollen.
- Concerto a cembalo in F, für cembalo obligato, violino I-II, viola, basso, verschollen.
- Concerto a cembalo in G, für cembalo obligato, flauto I-II, basso, verschollen.
- Concerto a cembalo in h, für cembalo obligato, flauto I-II, viola, basso, verschollen.

#### Sinfonien
- Sinfonia a 16 in D, für clarino concertato, clarino II, principale, tympani, corno I-II, flauto traversiere obligato, flauto traversiere I-II, oboe I-II, violino I-II, viola, bassono & fondamento (cembalo), ISBN 87-88215-00-8.
- Sinfonia a 6 in A, für flauto traverso I-II, violino I-II, viola, basso (violoncello & cembalo), ISBN 87-88215-02-4.
- Sinfonia a 6 in C, für flauto traverso I-II, violino I-II, viola, basso (violoncello & cembalo), ISBN 87-88215-04-0.
- Sinfonia a 6 in D, für flauto traverso I-II, violino I-II, viola, basso, verschollen.
- Sinfonia a 5 in D, für flauto traverso, violino I-III, basso (continuo con becif.), ISBN 87-88215-06-7.
- Sinfonia a 4 in A, Für violino I-II, viola, basso, ISBN 87-88215-08-3.
- Sinfonia a 4 in a, verschollen.
- Sinfonia a 4 in B (1), für violino I-II, alto viola, basso, ISBN 87-88215-10-5.
- Sinfonia a 4 in B (2), für violino I-II, viola, basso, ISBN 87-88215-12-1.
- Sinfonia a 4 in B (3), verschollen.
- Sinfonia a 4 in c, verschollen.
- Sinfonia a 4 in e, verschollen.
- Sinfonia a 4 in G, verschollen.
- Sinfonia a 4 in g, verschollen.
- Sinfonia a 3 in F, für violino I-II, basso (continuo), verschollen.

#### Sonata und Partita

##### Quadros
- Quadro in D (1), für oboe, violino I-II, basso, verschollen.
- Quadro in D (2), für flauto, violino I-II, basso, verschollen.
- Partita in D, für flauto obligato, violino I-II, basso, verschollen.

##### Trios und Duos
- Sonata in A (1), für cembalo obligato, flauto traverso/violino concertato, ISBN 87-88215-32-6.
- Sonata in A (2), für cembalo obligato con violino, verschollen.
- Sonata in b, für violino solo con basso, verschollen.
- Sonata in c, für violino solo con basso, verschollen.
- Sonata in D, für cembalo obligato con flauto traverso/violino concertato, ISBN 87-88215-34-2.
- Sonata in d, für violino I-II, basso, verschollen.
- Sonata in d, für violino solo con basso, verschollen.
- Sonata in e, für cembalo obligato con violino, verschollen.
- Sonata in G (1), für cembalo obligato con violino, verschollen.
- Sonata in G (2), für cembalo obligato con violino, verschollen.
- Sonata in G (3), für cembalo obligato con violino, verschollen.
- Sonata in G (4), für cembalo obligato con violino, verschollen.
- Sonata in g, für cembalo obligato con violino, verschollen.
- Sonata in h, für cembalo obligato con flauto traverso/violino concertato, ISBN 87-88215-36-9.

##### Soli für Cembalo
- 7 sonate (A, B, C, E, F, G, g), für cembalo solo, ISBN 87-88215-38-5.
- 7 parties (A, B, D, d, Es, G(1), G(2)), für cembalo solo, ISBN 87-88215-40-7.
- Pieces de Conversation, für cembalo solo, ISBN 87-88215-42-3.

##### Soli für Orgel
- 3 sonate (B, D, F) für 2 manualer og pedal, ISBN 87-88215-46-6.

### Vokalmusik

#### Lateinische Kirchenmusik
- Magnificat in D, für tromba I-II, principale, tympana, oboe I-II, violino I-II, viola, SATB, basso, organo (Becif.), ISBN 87-88215-48-2.
- Magnificat in G, für oboe I-II, violino I-II, viola, SATB, basso, organo (Becif.), ISBN 87-88215-01-6.
- Sanctus in F, für corno di caccia I-II, violino I-II, viola, SATB, continuo, organo, ISBN 87-88215-03-2.
- Sanctus in G, Für Oboe I-II, violino I-II, viola, SATB, continuo (Becif.), ISBN 87-88215-05-9.

#### Kirchenkantaten
- Der Engel des Herrn lagerte sich, für tromba I-II, principale, tympani, flauto traverso I-II, oboe I-II, violino I-II, viola, SATB, continuo (Becif.), ISBN 87-88215-07-5.
- Der Tod ist verschlungen in, für clarino I-II, tympano, violino I-II, viola, SATB, continuo (Becif.), ISBN 87-88215-09-1.
- Die Liebe Gottes ist ausgegossen, für clarino, oboe, violino I-II, viola, SATB, continuo (Becif.), ISBN 87-88215-11-3.
- Lobet den Herrn, alle Heiden, für corno I-II, oboe I-II, violino I-II, viola, SATB, continuo (Becif.), ISBN 87-88215-15-6.
- So ofte Jesus grosser Nahme, für oboe, calcedone, violino I-II, viola, SATB, organo (Becif.), ISBN 87-88215-17-2.
- Wer sich rühmen will, für trombe I-III, tympani, flauto traverso I-II, oboe I-II, violino I-II, viola, SATB, basso, ISBN 87-88215-19-9.

#### Passionsmusik
- Den døende Jesus, Passionssang von Morten Hammer, ISBN 87-88215-25-3.
- Der wundervolle Tod des Welterlösers, Oratorium von J. A. Scheibe, ISBN 87-88215-23-7.
- Die Auferstehung und Himmelfahrt Jesu, Kantate von K. W. Ramler, ISBN 87-88215-21-0.
- Passions-Cantata (Vor Harpe er bleven til Sorrig), Poesien von Johannes Ewald, ISBN 87-88215-29-6.
- Sørge-Cantata ved Christi Grav (Herrens Salvede, som var vor Næses Aand), Poesien von Johannes Ewald, ISBN 87-88215-31-8.

#### Gelegenheitskantaten
- Der Tempel des Ruhmes, Ein Singgedicht am Tage als I. K. M. Juliana Maria und S. K. M. König Friederich V zu Dänemark dero prächtigen Einzug in Kopenhagen hielten, 11. Oktober 1752, Die Poesie von J. A. Scheibe, ISBN 87-88215-35-0.
- Die Patrioten. Ein Singgedicht auf den Geburtstag des Kronprinzen von Dänemark (Christian VII), 1760, Die Poesie von Cramer, ISBN 87-88215-37-7.
- I Jesu Navn skal al vor Gerning ske, Copulationsmusik, ISBN 87-88215-39-3.
- Sørge- og Klage-Sange over Dronning Lovise (Rinder I Taarer fra bundløse Floder), 1752, Ved G. Schaft, ISBN 87-88215-33-4.
- Sørge-Sange over Kong Frederik V (O Skræk! hvad seer jeg her?), Christiansborg Slotskirke 18. März 1766, Poesien von Johannes Ewald, ISBN 87-88215-41-5.

#### Kammerkantaten
- Cephalus (Seyd munter, ihr Jäger!), Kantate von Johann Elias Schlegel, Für Tenor solo & cor I-II, violino I-II, viola, basso, ISBN 87-88215-43-1.
- Tragische Kantaten für eine oder zwo Singestimmen und das Clavier, Nämlich: des Herrn von Gerstenbergs „Ariadne auf Naxos“, und Johann Elias Schlegels „Prokris und Cephalus“, ISBN 87-88215-45-8.

### Schriften
- Compendium musices theoretico-practicum, das ist Kurzer Begriff derer nöthigsten Compositions-Regeln. MS, D LEm, ca. 1730.
- Der critische Musikus. I, Hamburg 1738, II, Hamburg 1740, I und II, Leipzig 1745 (Wikisource).
- Abhandlung vom Ursprunge und Alter der Musik, insonderheit der Vokalmusik. Altona und Flensburg 1754.
- „Abhandlung über das Rezitativ“, in: Bibliothek der schönen Wissenschaften und freien Künste XI–XII, 1764–1765.
- Über die musikalische Composition.
  - Erster Theil: Die Theorie der Melodie und Harmonie. Leipzig 1773.
  - Zweyter Theil: Die Harmonie, oder Die Zusammensetzung der Töne an und für sich selbst. MS, DK Kk.

### Ausgaben
- Johann Adolph Scheibe, Ueber die Musikalische Composition, Erster Theil, Die Theorie der Melodie und Harmonie (= Dokumenta Musikcologica 42), Faks.-Nachdr. der Ausg. Leipzig 1773, Kassel 2006.
- Musiktheoretische Quellen 1750-1800. Gedruckte Schriften von J. Riepel, H. Chr. Koch, J. F. Daube und J. A. Scheibe (enthält Scheibes Über die musikalische Composition mit digitaler Recherchemöglichkeit sowie Faksimiles), hrsg. von Ulrich Kaiser, mit einem Vorwort und einer Bibliographie von Stefan Eckert und Ulrich Kaiser, Berlin 2007, ISBN 978-3-89853-615-8.
- Passions-Cantata Vor Harpe er bleven til Sorrig (1768), hrsg. von Peter Hauge, Kopenhagen 2012.

### Übersetzungen
- Erich Pontoppidan: Dänischer Atlas oder Beschreibung des Königreichs Dänemark nach seiner politischen und physikalischen Beschaffenheit. Mit Landkarten und anderen Kupferstichen versehen. [Übertragen und mit einigen Anmerkungen begleitet von Johann Adolph Scheiben]. Zwei Bände. Kopenhagen und Hamburg, Rothen Wittwe / Profft / Michael Christian Bock, 1765+1767.